# 伊凌涛
伊凌涛（2000年5月29日—），中国福建省邵武市人，后迁居浙江省宁波市，围棋职业八段棋手。
他2014年入段，
2017年11月升为五段，
2018年7月升为六段，
同年11月升为七段，2020年1月升为八段。
他获2014年第27届晚报杯冠军，之后申报成为职业初段。2016年代表山东队、2017年代表中信北京队参加围甲联赛。他获2017年首届吴清源杯中国围棋新秀赛冠军。

## 国内比赛成绩
2016年围甲联赛1胜6负。2017年围甲联赛1负。2017年吴清源杯新秀赛连胜李泽锐、丁浩、廖元赫、许嘉阳、王泽锦而夺冠。

## 国际比赛成绩
- 2016年第3届百灵杯预选赛连胜林书阳、李乐、宋相勋进入本赛。本赛首轮负于安成浚[7]。
- 2019年第4屆夢百合盃，本賽首輪負於俄羅斯棋手伊利亞·什克辛三段，遭到淘汰。[8]